# Othis
Othis je francouzská obec v departementu Seine-et-Marne v regionu Île-de-France. V roce 2012 zde žilo 6 459 obyvatel.

## Poloha
Obec leží u hranic departementu Seine-et-Marne s departementem Oise, tedy u hranic regionu Île-de-France s regionem Hauts-de-France. Sousední obce jsou: Dammartin-en-Goële, Ève (Oise), Longperrier, Mortefontaine (Oise), Moussy-le-Neuf, Moussy-le-Vieux a Ver-sur-Launette (Oise).

## Vývoj počtu obyvatel
Počet obyvatel